# Batura Sar
Batura Sar (Batura I) – szczyt w Karakorum w masywie Batura Muztagh na terenie Pakistanu. To najwyższy szczyt grupy Batura Muztagh, najbardziej wysuniętego na zachód pasma Karakorum. Jest dwudziestym ósmym szczytem Ziemi pod względem wysokości.
Pierwszego wejścia dokonali 30 czerwca 1976 Hubert Bleicher i Herbert Oberhofer.